# Herb Reed
Herb Reed (7. srpna 1928 – 4. června 2012) byl americký zpěvák. Byl původním členem skupiny The Platters, se kterou byl v roce 1990 uveden do Rock and Roll Hall of Fame. Až do své smrti byl posledním žijícím členem z původní sestavy této skupiny. Jeho poslední koncerty proběhly v roce 2011.